# Proechimys longicaudatus
Proechimys longicaudatus es una especie de roedor de la familia Echimyidae.

## Distribución geográfica
Se encuentra en Bolivia, Brasil, Perú y Paraguay.